# 鮑靈格林山口
79°40′S 158°35′E / 79.667°S 158.583°E
鮑靈格林山口（英語：Bowling Green Col），是南極洲的山口，位於奧次地，處於里夫斯高原和鮑林格林高原之間，屬於庫克山脈的一部分，由美國南極名稱諮詢委員命名，現時由南極條約體系管理。